# Hugo Covarrubias
Hugo Covarrubias (* 2. November 1977 in Santiago de Chile) ist ein chilenischer Filmregisseur und Animator.

## Leben
Hugo Covarrubias studierte Grafikdesign an der Universidad de Arte y Ciencias Sociales (UARCIS) in Chile. Anschließend arbeitete er als Designer und audiovisueller Produzent.  Er spezialisierte sich auf Stop-Motion. In Santiago gründete er das Theaterstudio Maleza, das Theater und Animation verbindet. Sein Regiedebüt wurde 2007 der Kurzfilm El almohadón de plumas, der auf einem Werk von Horacio Quiroga basiert.
Er arbeitete als Animator an verschiedenen chilenischen Fernsehserien und realisierte 2013 mit La noche boca arriba seinen zweiten Kurzfilm. 2021 führte er Regie bei dem Kurzfilm Bestia, der bei der Oscarverleihung 2022 als Bester animierter Kurzfilm nominiert wurde. Wenige Monate später wurde er in die Academy of Motion Picture Arts and Sciences (AMPAS) berufen, die alljährlich die Oscars vergibt.

## Filmografie

### Regie
- 2007: El almohadón de plumas
- 2013: La noche boca arriba
- 2016: Puerto Papel: Folge Teletransportidle
- 2021: Bestia

### Animator
- 2009: El Ogro y el Pollo (Fernsehserie)
- 2013: Horacio y los Plasticines (Fernsehserie)
- 2017: Los Papelnautas (Miniserie)